# Болнисская епархия
Болни́сская епа́рхия (груз. ბოლნისის ეპარქია) — епархия Грузинской православной церкви на территории Болнисского муниципалитета Грузии.

## История
Болнисская епархия была основана в V веке при царе Вахтанге Горгасали, будучи одной из возникших тогда двенадцати епархий Грузинской Православной Церкви. Её кафедральным собором стал Болнисский Сион 478—493 года постройки, действующий по сей день и ставший уникальным памятником и духовным оплотом православия в этой земле.
Во второй половине XVIII века была учреждена Ахтальская епархия, куда наряду с территориями Агаракской, Цалкской и Дманисской епархии вошли и территории Болнисской епархий.
После упразднения в 1811 году автокефалии Церкви Восточной Грузии (Мцхетского Католикосата) территории Дманисской епархии вошла в состав Мцхетско-Карталинской (с 1818 года — Карталинско-Кахетинская) епархии Грузинского экзархата.
В 1917 году, после восстановления явочным порядком автокефалии Грузинской православной церкви, территории Агаракской, Цалкской, Дманисской и Болнисской епархий вошли в состав Тифлисской (1917—1920), затем Тифлисско-Мцхетской (1920—1927) епархии.
В июне 1927 году на IV Поместном Соборе Грузинской православной церкви эти территории вместе с Лоре-Ташири были включены в состав восстановленной древней Ахтальско-Пентелитарской (Бешташенской) епархии, с 1950-х годов — Агарак-Цалкской епархии.
В сентябре 1995 года на XIII Поместном соборе Грузинской православной церкви из Манглисской и Агарак-Цалкской епархии была выделена Болнисско-Дманисская епархия.
В епархии велось восстановление древних храмов монастырей, умножается число духовенства и монашества Епархия находится на границе с Азербайджаном, здесь проживает много азербайджанцев-мусульман.
18 августа 2003 года решением Священного Синода из Болнисской была выделена Дманисская епархия, в связи с чем её название сократилось до просто Болнисской.

## Епископы
- 4 апреля 1995 — 27 июня 2005 — Фаддей (Иорамашвили)
- 27 июня 2005 — 21 декабря 2006 — Иегудиил (Табатадзе)
- c 31 декабря 2006 года — Ефрем (Гамрекелидзе)